# Carcaliu
Carcaliu község Tulcea megyében, Dobrudzsában, Romániában.

## Fekvése
A település az ország délkeleti részén található, a megyeszékhelytől, Tulcsától hetvennyolc kilométerre nyugatra.

## Története
Régi török neve Karakale.

## Lakossága
| 2011 | 2 457 |
| 2021 | 2 136 |

A nemzetiségi megoszlás a következő:
| 2002      | 2002 | 2002   |
| --------- | ---- | ------ |
| Lipovánok | 3046 | 89,74% |
| Románok   | 326  | 9,60%  |
| Magyarok  | 5    | 0,14%  |
| Csehek    | 1    | 0,02%  |
| Ukránok   | 1    | 0,02%  |
| Egyéb     | 15   | 0,44%  |
| Összesen  | 3394 | 100,0% |